# Spyro: Ripto Quest
Spyro: Ripto Quest — мобільна ізометрична версія відеоігри Spyro 2: Gateway to Glimmer. З ігрової серії про дракона Спайро, видана Vivendi в листопаді 2004 року.
Ріпто і його армія атакували три світи: Льоду, Лук і Вогню, а також завдали ушкодження секретного механізму, який охороняв ці світи. Спайро та Спаркс повинні знайти чотири пошкоджені частини механізму і принести їх професору. Спайро, традиційно може дихати вогнем, використовувати заклинання, переміщуватися, стрибати і літати по просторах трьох магічних планів і семи рівнів геймплея. По дорозі, Спайро повинен розмовляти з різними NPC і отримувати від них нові завдання для того, щоб перемогти армію Ріпто. У кінці гри Спайро належить сутичка з новим лиходієм — гігантською змією.
На відміну від інших ігор серії, розроблених компанією Insomniac Games з Бербанку, США, мобільна версія була створена компанією Digital Bridges.